# 弗莱厄蒂号护航驱逐舰
弗莱厄蒂号护航驱逐舰（英語：USS Flaherty，舷号：DE-135），是美国海军于第二次世界大战期间建造的一艘埃德索尔级护航驱逐舰，其舰名取自珍珠港事件中为协助其他奧克拉荷馬號戰艦船员逃生而牺牲的弗朗西斯·C·弗莱厄蒂少尉。
弗莱厄蒂号由少尉的嫂子J·J·弗莱厄蒂女士冠名，于1942年11月7日在德克萨斯州奥兰治联合钢铁厂铺设龙骨，随后于次年1月17日下水。1943年6月26日，弗莱厄蒂号正式服役，交由马克西姆·威廉·弗尔（Maxim William Firth）少校指挥。

## 设计与装备
埃德索尔级护航驱逐舰的设计与巴克利级护航驱逐舰类似，均采用长船体并建有较高的舰桥。该级护航驱逐舰配备3英寸（76毫米）50倍径单装主炮，后续曾计划更换为5英寸（127毫米）38倍径主炮，但最终没有实际执行。该级护航驱逐舰由4台费尔班克斯-莫尔斯38D8-1/8-10内燃机提供动力，总功率最高可达6000匹马力，最高航速21节。其燃料舱可携带312吨重油，在12节航速下航程可达11000海里。此外，该级舰船还配备有较完善的侦查搜索系统，包括SL或SU水面雷达、SA对空雷达、QC声呐系统以及用于监听潜艇无线电的HF/DF天线。

## 服役历史
1943年9月4日至1944年2月15日，弗莱厄蒂号共护送3支船队由美国东岸前往卡萨布兰卡。1944年3月7日，她在弗吉尼亚州诺福克加入围绕瓜达尔卡纳尔号护航航空母舰组建的猎潜大队，继续执行护航任务。4月9日，她与其他3艘护航船只及瓜达尔卡纳尔号放飞的舰载机一起在马德拉群岛外海击沉U-515号潜艇。
1944年4月27日，弗莱厄蒂号短暂离开编队前往纽约并于5月10日返回，5天后，舰队从诺福克出发开始猎潜巡逻。6月4日，舰队在一系列行动后成功俘获U-505号潜艇，这也是美国海军在第二次世界大战中唯一一次在公海俘获U艇，弗莱厄蒂号及其他舰队成员因此获得总统单位表彰。6月22日，她结束巡逻返回纽约。
7月15日至11月7日，弗莱厄蒂号又跟随猎潜大队执行了2次巡逻任务。随后她作为训练舰先后前往位于迈阿密的海军训练中心和加勒比地区进行培训。4月9日，弗莱厄蒂号从马普特海军基地出发前往纽芬兰阿真舍，此后她便以此为基地执行任务，阻止U艇渗透西大西洋。4月24日，姊妹舰弗雷德里克·C·戴维斯号在追踪潜艇踪迹时被鱼雷击沉，弗莱厄蒂号迅速前往救援。在救起3名幸存者后，弗莱厄蒂号的声呐追踪到了目标潜艇，于是她暂缓救援行动转而前往追击。7艘护航船只随后也加入追击行列，10个小时后，U-546号潜艇被迫浮出水面并被炮火击沉。弗莱厄蒂号随后救起包括U-546号艇长在内的5名幸存者。
1945年5月11日，弗莱厄蒂号返回纽约，2周后，她护送船队前往勒阿弗尔和南安普顿。随后她被派往诺福克和查尔斯顿，为正在训练的航空母舰提供飞机指引。1946年1月12日，弗莱厄蒂号抵达佛罗里达州格林科夫斯普林斯，6月17日，她于当地退役并加入美国海军预备舰队。1965年4月1日，弗莱厄蒂号从美国海军除籍并于次年11月4日出售拆解。

## 荣誉
弗莱厄蒂号在其服役期间所获荣誉如下：
|  |                                                       |  |
|  | Bronze star · Bronze star · Bronze star · Bronze star |  |

| 战斗行动奖章 （追授） | 总统单位表彰 |

| 美国战役奖章 | 欧洲-非洲-中东战役奖章 （4枚战斗之星） | 第二次世界大战胜利奖章 |

## 历任舰长
| 姓名       | 译名                         | 军衔 | 所属军种       | 任职时间                    |
| ---------- | ---------------------------- | ---- | -------------- | --------------------------- |
|            | 马克西姆·威廉·弗尔           | 少校 | 美国海军       | 1943年6月26日               |
|            | 小米恩斯·费尔南德斯·约翰斯顿 | 少校 | 美国海军       | 1943年10月16日              |
|            | 霍华德·卡尔顿·达夫           | 少校 | 美国海军预备役 | 1944年9月14日               |
|            | 莫里斯·戈登                  | 上尉 | 美国海军预备役 | 1945年12月7日-1946年1月11日 |
| 参考文献： |                              |      |                |                             |